# Reginald Wingate
Sir Francis Reginald Wingate, 1.º Baronete (25 de junho de 1861 – 29 de janeiro de 1953) foi um general e administrador britânico no Egito, Iraque e Sudão. Ele recebeu o nome de guerra Wingate do Sudão.

## Biografia
Wingate nasceu em Port Glasgow, Renfrewshire (hoje Inverclyde), o sétimo filho de Andrew Wingate, um comerciante têxtil de Glasgow, e Elizabeth, filha de Richard Turner de Dublin. Seu pai morreu quando ele tinha um ano de idade, e a família, em circunstâncias difíceis, mudou-se para Jersey, onde ele foi educado na St James's Collegiate School. 

## Carreira militar
Ele ingressou na Royal Military Academy, Woolwich, e foi comissionado como tenente da Royal Artillery em 27 de julho de 1880.  Ele serviu na Índia e em Aden de março de 1881 a 1883, quando se juntou ao 4º Batalhão do Exército Egípcio  em sua reorganização por Sir Evelyn Wood com a patente de major. Na Expedição de Socorro Gordon de 1884-1885, ele foi ajudante de ordens e secretário militar de Sir Evelyn. 
Depois de ter sido nomeado na Inglaterra por um breve período como ADC de Wood, que agora era General Officer Commanding do Distrito Leste,  ele voltou a se juntar ao Exército Egípcio em 1886  como secretário militar assistente de Sir Francis Grenfell. 
Ele participou das operações na fronteira do Sudão em 1889, incluindo o combate em Toski e nas operações posteriores em 1891, estando presente na captura de Tokar. Seu trabalho principal foi no ramo de inteligência,  do qual se tornou ajudante-geral adjunto em 1888 e diretor em 1892. Mestre em árabe, seu conhecimento do país, o exame de prisioneiros, refugiados e outros do Sudão, e o estudo de documentos capturados dos dervixes permitiram que ele publicasse em 1891 Mahdiism and the Egyptian Sudan, um relato confiável da ascensão de Muhammad Ahmad e dos eventos subsequentes no Sudão até aquela data. Em 1894 foi governador de Suakin.  Foi promovido a tenente-coronel em 18 de novembro de 1896. 

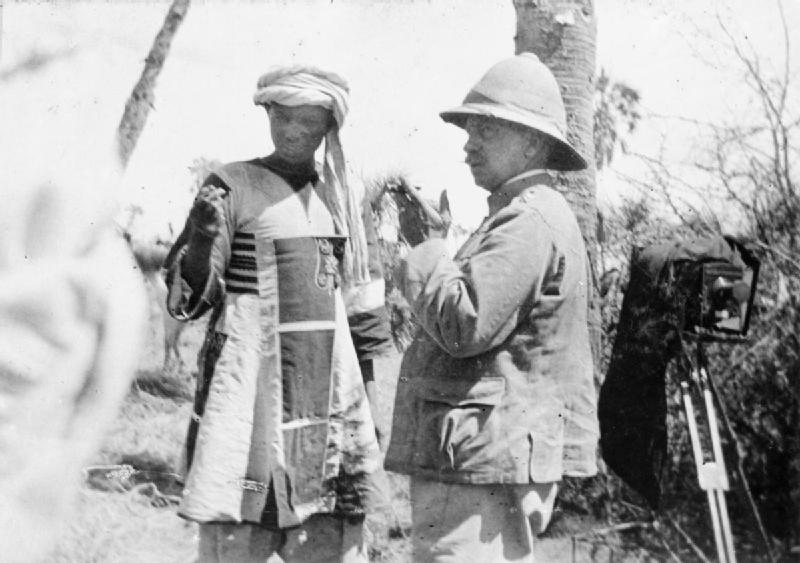
Wingate interrogando o comandante dervixe derrotado, Emir Mahmoud, após a Batalha de Atbara, em 1898.

Em grande parte graças à sua ajuda, os padres Ohrwalder e Rossignoli e duas freiras escaparam de Omdurman em 1891. Wingate também fez os arranjos que levaram à fuga de Slatin Pasha em 1895. Ele traduziu para o inglês a narrativa do Padre Ohrwalder (Ten Years in the Mahdi's Camp, 1892) e o livro de Slatin (Fire and Sword in the Sudan; 1896). 
Como diretor de inteligência militar, ele serviu nas campanhas de 1896-1898 que resultaram na reconquista do Sudão, incluindo o confronto em Firket, as batalhas de Atbara e Omdurman e a expedição a Fashoda. Ele foi novamente mencionado em despachos para este trabalho.  Ele foi brevemente (março-junho de 1897) para a Abissínia como segundo em comando da missão Rennell Rodd.  Por seus serviços, ele foi promovido a coronel e feito ajudante de ordens extra da Rainha Vitória em 17 de dezembro de 1897.  Em 8 de setembro de 1898, foi promovido ao posto regimental de major. 
Wingate estava no comando de uma força expedicionária que em novembro de 1899 derrotou o restante do exército dervixe em Umm Diwaykarat, Kordofan, estando o califa entre os mortos.  Sua filha nasceu um dia após a vitória contra o Califa. Seu batismo ocorreu em janeiro de 1900 na Igreja de Todos os Santos, no Cairo. Como medida da estima em que Wingate era tido, a Rainha Vitória era a principal madrinha da criança. 

## Carreira administrativa

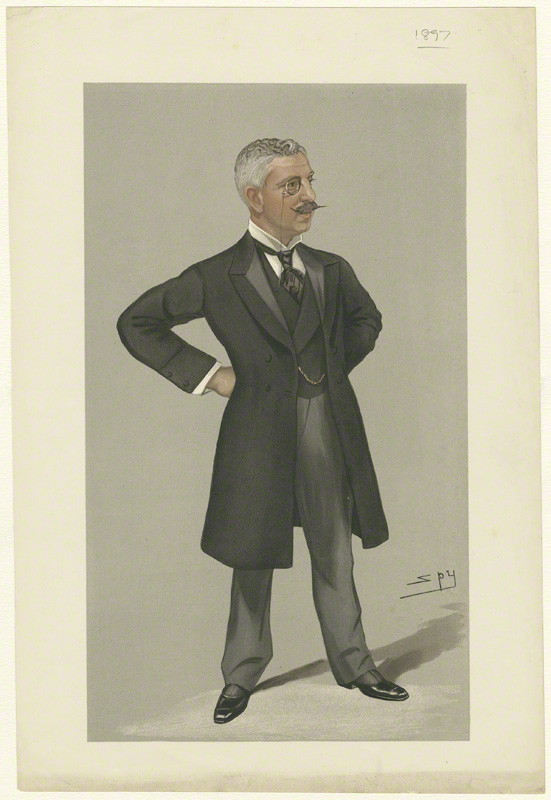
Wingate caracterizado por Leslie Matthew Ward para a Vanity Fair, 1897

Em Dezembro de 1899, quando Lord Kitchener foi convocado para a África do Sul, Sir Reginald Wingate sucedeu-o como Governador-Geral do Sudão e Sirdar do Exército Egípcio, sendo promovido a major-general local em 22 de Dezembro de 1899.  Sua administração do Sudão Anglo-Egípcio, entre 1899 e 1916, atingiu os objetivos coloniais do Império Britânico, com a colônia recuperando um grau de prosperidade e sua infraestrutura sendo reconstruída e expandida. Em 1909, a pedido do governo britânico, Wingate empreendeu uma missão especial à Somalilândia para relatar a situação militar relacionada com a proposta de evacuação do interior do protectorado.  Foi promovido a general em novembro de 1913. 
De 1916 a 1919, ele também foi comandante das operações militares no Hejaz. 

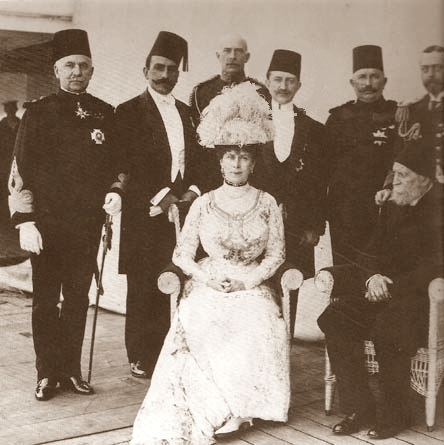
Wingate com a realeza britânica, egípcia e turca em 1911

Em 1917, Wingate sucedeu Sir Henry McMahon como Alto Comissário no Egito, cargo que ocupou até 1919. Ele não foi um administrador bem-sucedido no clima político muito diferente daquele país e foi transformado em bode expiatório pelos tumultos incitados por Saad Zaghlul e seu partido que se espalharam pelo Egito. Irritado com o tratamento dado, Wingate se recusou a renunciar, mesmo depois de ter sido oficialmente substituído por Lord Allenby, e ameaçou envergonhar o governo britânico . Foi-lhe recusado um título de nobreza ou outra nomeação, embora tenha sido criado baronete nas Honras do Aniversário do Rei de 1920,  nomeado baronete, de Dunbar, no Condado de Haddington, e de Port Sudan.  Ele nunca ocupou outro cargo público ou militar, aposentando-se do Exército em 1º de fevereiro de 1922,  mas tornou-se diretor de várias empresas. Ele continuou a ocupar cargos honorários no exército: como Coronel Comandante, Artilharia Real e Coronel Honorário do 7º Batalhão do Regimento de Manchester (nomeado em 1914), da 57ª Brigada Média (Terras Baixas), Artilharia Real (nomeado em 1922) e do 65º Regimento Antiaéreo de Artilharia Real (6º/7º Batalhão do Regimento de Manchester) (nomeado em 1941, que manteve até 27 de setembro de 1949.)     Por muitos anos ele foi o general sênior do Exército Britânico.

## Família
Wingate casou-se com Catherine Rundle (mais tarde Dame Catherine Wingate) em 18 de junho de 1888.  Ele era primo em primeiro grau de Orde Wingate, que liderou unidades de comando britânicas na Palestina, Sudão e Birmânia antes e durante a Segunda Guerra Mundial. 
Wingate foi sucedido em seu baronete por seu filho Ronald Wingate.

## Legado
Wingate é comemorado no nome científico de uma espécie de lagarto, Trachylepis wingati,  que é endémica da Etiópia e do Sudão. 

## Honras e condecorações
- Em 1887, ele recebeu a Ordem do Medjidieh de 4ª Classe.[25]
- Em 1883, ele recebeu a Ordem de Osmanieh de 4ª Classe do Quediva.[26]
- Em junho de 1885, ele foi Mencionado em Despachos por seu serviço em operações nas regiões de Suakin e Alto Nilo.[27]
- Em 1891, ele foi promovido à 3ª Classe da Ordem do Medjidieh.[28][29]
- Ele foi nomeado Companheiro da Ordem do Banho (CB) nas Honras de Aniversário da Rainha de 1895.[30]
- Ele recebeu a Ordem de Serviços Distintos (DSO).[31]
- Ele foi condecorado com a Ordem da Estrela da Etiópia de 2ª Classe.[32]
- Ele foi promovido a Cavaleiro Comandante da Ordem do Banho (KCB) em 13 de março de 1900.[33]
- Ele recebeu a Ordem de Osmanieh de 2ª Classe.[34]
- Ele foi nomeado Cavaleiro Comandante da Ordem de São Miguel e São Jorge (KCMG) em 11 de novembro de 1898.[35]
- Em 1901, ele foi promovido à 1ª Classe da Ordem do Medjidieh,[36] e, em 1905, à 1ª Classe da Ordem de Osmanieh.[37]
- Em 1905, ele recebeu o doutorado honorário em Direito Civil pela Universidade de Oxford.
- Ele foi nomeado Cavaleiro da Grã-Cruz da Ordem Real Vitoriana (GCVO) em 17 de janeiro de 1912,[38] Cavaleiro da Grã-Cruz da Ordem do Banho (GCB) nas Honras de Aniversário do Rei de 1914,[39] e Cavaleiro da Grã-Cruz da Ordem do Império Britânico (GBE) nas Honras de Ano Novo de 1918.[40]
- Ele foi nomeado Coronel Honorário do 7º Batalhão do Regimento de Manchester em 16 de dezembro de 1914,[41] e Coronel Comandante da Artilharia Real em 17 de maio de 1917.[42]
- Em 1915, ele foi condecorado com o Grande Cordão da Ordem do Nilo,[43] e, em 1917, com o Grande Cordão da Ordem de Mohammed Ali.[44]
- Ele foi feito Cavaleiro da Venerável Ordem de São João em 1919.[45]
- Ele recebeu a Condecoração de Eficiência em 1935.[46] Ele também foi nomeado Deputy Lieutenant para o Condado de East Lothian.[47]

## Obras
- Mahdiism and the Egyptian Sudan: Being an Account of the Rise and Progress of Mahdiism and of Subsequent events in the Sudan Up to the Present Time by Francis Reginald Wingate
- Ten Years' Captivity in the Mahdi's Camp, 1882–1892 by Fr. Ohrwalder, translated by Wingate
- Ten Years' Captivity in the Mahdi's Camp, 1882–1892 by Fr. Ohrwalder, translated by Wingate (1892)
- Fire and Sword in the Sudan by Slatin, translated by Wingate